# Ерік Гофтун
Ерік Гофтун (норв. Erik Hoftun, нар. 3 березня 1969, Кюрксетерера) — норвезький футболіст, що грав на позиції захисника. По завершенні ігрової кар'єри — спортивний функціонер.
Більшу частину кар'єри провів у клубі «Русенборг», з яким став 11-разовим чемпіоном Норвегії та триразовим володарем Кубка Норвегії. Також виступав за національну збірну Норвегії, з якою був учасником чемпіонату світу 1998 року.

## Клубна кар'єра
У дорослому футболі Ерік дебютував 1988 року виступами за «Гемне» в четвертому, а потім третьому дивізіоні Норвегії. У команді провів чотири сезони, взявши участь у 90 матчах чемпіонату.
На початку 1992 року перейшов у «Молде», з яким дебютував у вищому дивізіоні країни, а на початку 1994 року перейшов в один з найтитулованіших клубів Норвегії «Русенборг». Відіграв за команду з Тронгейма наступні 11 із половиною сезонів своєї ігрової кар'єри. У ці роки був ключовим гравцем в обороні «Русенборга як у чемпіонаті Норвегії, так і Лізі чемпіонів. У Лізі чемпіонів Гофтун провів 82 матчі. За цей час у кожному сезоні він виборював титул чемпіона Норвегії, також тричі ставав володарем Кубка Норвегії. Крім цього шість років поспіль (1995—2000) вигравав нагороду Кніксена як кращий захисник Норвегії, а також його називали гравцем року в норвезькому футболі в 1997, 1998 і 2001 роках.

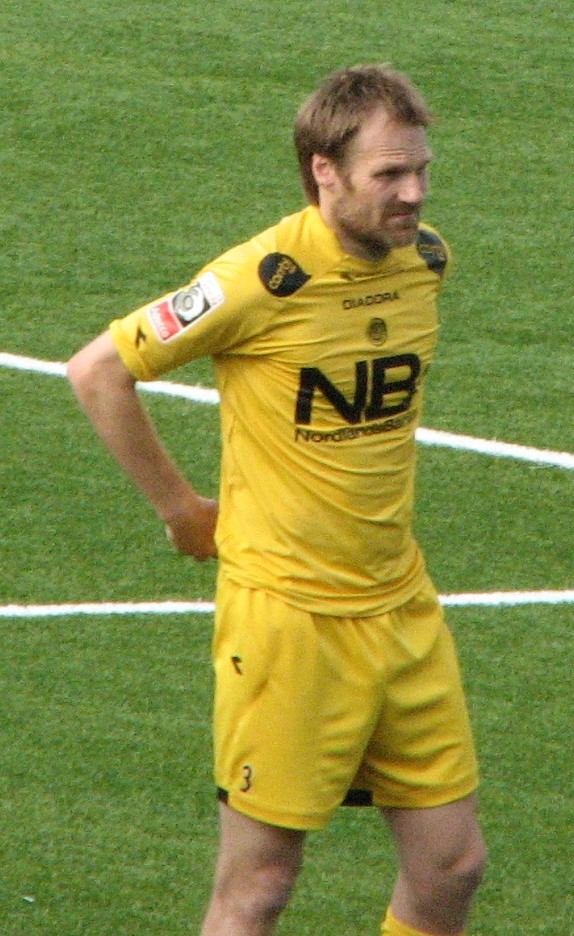
Ерік Гофтун під час виступів за «Буде-Глімт». 2007 рік.

Завершував професійну ігрову кар'єру у клубі «Буде-Глімт», за який виступав протягом 2005—2007 років. 24 липня 2007 року Гофтун грав матч за «Буде-Глімт». У боротьбі за м'яч він отримав від гравця суперників удар коліном у груди, після чого в Еріка сталася зупинка серця. Лікар команди негайно вибіг на поле і повернув його до життя. Через швидку реакції доктора життя футболіста було врятовано. Гофтун був повністю відновлений після інциденту і повернувся на поле 22 липня 2007 року в переможному матчі зі «Спартою» (Сарпсборг).

## Виступи за збірні
25 серпня 1997 року дебютував в офіційних іграх у складі національної збірної Норвегії в товариському матчі проти Австралії (1:0).
У складі збірної був учасником чемпіонату світу 1998 року у Франції, де на поле не виходив. Також брав активну участь у відбірковому циклі чемпіонату Європи 2000, зігравши в шести матчах із десяти. і допоміг команді зайняти перше місце та кваліфікуватись на чемпіонат. Проте на сам турнір не поїхав через травму.
Він зіграв останній матч у складі команди у 2002 році проти Швеції (0:0). Протягом кар'єри у національній команді, яка тривала 10 років, провів у формі головної команди країни 30 матчів.

## Подальша кар'єра
У листопаді 2007 року Ерік повернувся назад до «Русенборга», де обійняв посаду спортивного директора в адміністрації клубу, на якій пропрацював до 2015 року. З 2015 року входить у тренерський штаб «Русенборга».

## Статистика виступів

### Статистика клубних виступів
| Сезон                  | Клуб                   | Чемпіонат              | Чемпіонат | Чемпіонат | Національний кубок | Національний кубок | Національний кубок | Континентальні кубки | Континентальні кубки | Континентальні кубки | Суперкубки | Суперкубки | Суперкубки | Усього | Усього |
| Сезон                  | Клуб                   | Ліга                   | Ігор      | Голів     | Ліга               | Ігор               | Голів              | Ліга                 | Ігор                 | Голів                | Ліга       | Ігор       | Голів      | Ігор   | Голів  |
| ---------------------- | ---------------------- | ---------------------- | --------- | --------- | ------------------ | ------------------ | ------------------ | -------------------- | -------------------- | -------------------- | ---------- | ---------- | ---------- | ------ | ------ |
| 1988                   | «Гемне»                | 4Д (IV)                | 23        | 3         | КН                 | ?                  | ?                  | -                    | -                    | -                    | -          | -          | -          | ?      | ?      |
| 1989                   | «Гемне»                | 3Д (III)               | 21        | 3         | КН                 | ?                  | ?                  | -                    | -                    | -                    | -          | -          | -          | ?      | ?      |
| 1990                   | «Гемне»                | 2Д (III)               | 24        | 6         | КН                 | ?                  | ?                  | -                    | -                    | -                    | -          | -          | -          | ?      | ?      |
| 1991                   | «Гемне»                | 2Д (III)               | 22        | 2         | КН                 | ?                  | ?                  | -                    | -                    | -                    | -          | -          | -          | ?      | ?      |
| Усього за «Гемне»      | Усього за «Гемне»      | Усього за «Гемне»      | 90        | 14        |                    | ?                  | ?                  |                      | -                    | -                    |            | -          | -          | ?      | ?      |
| 1992                   | «Молде»                | Е                      | 22        | 1         | КН                 | ?                  | ?                  | -                    | -                    | -                    | -          | -          | -          | ?      | ?      |
| 1993                   | «Молде»                | Е                      | 22        | 4         | КН                 | ?                  | ?                  | -                    | -                    | -                    | -          | -          | -          | ?      | ?      |
| Усього за «Молде»      | Усього за «Молде»      | Усього за «Молде»      | 44        | 5         |                    | ?                  | ?                  |                      | -                    | -                    |            | -          | -          | ?      | ?      |
| 1994                   | «Русенборг»            | Е                      | 21        | 3         | КН                 | ?                  | ?                  | КУЄФА                | ?                    | ?                    | -          | -          | -          | ?      | ?      |
| 1995                   | «Русенборг»            | Е                      | 26        | 0         | КН                 | ?                  | ?                  | ЛЧ                   | ?                    | ?                    | -          | -          | -          | ?      | ?      |
| 1996                   | «Русенборг»            | Е                      | 26        | 0         | КН                 | ?                  | ?                  | ЛЧ                   | ?                    | ?                    | -          | -          | -          | ?      | ?      |
| 1997                   | «Русенборг»            | Е                      | 26        | 2         | КН                 | ?                  | ?                  | ЛЧ                   | ?                    | ?                    | -          | -          | -          | ?      | ?      |
| 1998                   | «Русенборг»            | Е                      | 23        | 2         | КН                 | ?                  | ?                  | ЛЧ                   | ?                    | ?                    | -          | -          | -          | ?      | ?      |
| 1999                   | «Русенборг»            | Е                      | 26        | 1         | КН                 | ?                  | ?                  | ЛЧ                   | ?                    | ?                    | -          | -          | -          | ?      | ?      |
| 2000                   | «Русенборг»            | Е                      | 22        | 2         | КН                 | 1                  | 0                  | ЛЧ+КУЄФА             | ?                    | ?                    | -          | -          | -          | ?      | ?      |
| 2001                   | «Русенборг»            | Е                      | 24        | 1         | КН                 | 3                  | 0                  | ЛЧ                   | 8                    | 0                    | -          | -          | -          | 35     | 1      |
| 2002                   | «Русенборг»            | Е                      | 25        | 2         | КН                 | 4                  | 4                  | ЛЧ                   | 8                    | 0                    | -          | -          | -          | 37     | 6      |
| 2003                   | «Русенборг»            | Е                      | 24        | 0         | КН                 | 6                  | 0                  | ЛЧ+КУЄФА             | 4+5                  | 0+1                  | -          | -          | -          | 39     | 1      |
| 2004                   | «Русенборг»            | Е                      | 26        | 0         | КН                 | 5                  | 1                  | ЛЧ                   | 10                   | 1                    | -          | -          | -          | 41     | 2      |
| 2005                   | «Русенборг»            | Е                      | 10        | 1         | КН                 | 3                  | 1                  | ЛЧ                   | -                    | -                    | -          | -          | -          | 13     | 2      |
| Усього за «Русенборг»  | Усього за «Русенборг»  | Усього за «Русенборг»  | 279       | 14        |                    | ?                  | ?                  |                      | ?                    | ?                    |            | -          | -          | ?      | ?      |
| 2005                   | «Буде-Глімт»           | Е                      | 13        | 0         | КН                 | -                  | -                  | -                    | -                    | -                    | -          | -          | -          | 13     | 0      |
| 2006                   | «Буде-Глімт»           | 1Д (ІІ)                | 16        | 1         | КН                 | ?                  | ?                  | -                    | -                    | -                    | -          | -          | -          | ?      | ?      |
| 2007                   | «Буде-Глімт»           | 1Д (ІІ)                | 27+2      | 1+0       | КН                 | ?                  | ?                  | -                    | -                    | -                    | -          | -          | -          | ?      | ?      |
| Усього за «Буде-Глімт» | Усього за «Буде-Глімт» | Усього за «Буде-Глімт» | 56+2      | 2+0       |                    | ?                  | ?                  |                      | -                    | -                    |            | -          | -          | ?      | ?      |
| Усього за кар'єру      | Усього за кар'єру      | Усього за кар'єру      | 369+2     | 35+0      |                    | ?                  | ?                  |                      | ?                    | ?                    |            | -          | -          | ?      | ?      |

### Статистика виступів за збірну
| Дата       | Місто         | Господарі | Результат | Гості             | Турнір            | Голи | Примітки |
| ---------- | ------------- | --------- | --------- | ----------------- | ----------------- | ---- | -------- |
| 25/01/1997 | Сідней        | Австралія | 1 – 0     | Норвегія          | товариський матч  | -    |          |
| 08/10/1997 | Осло          | Норвегія  | 0 – 0     | Колумбія          | товариський матч  | -    |          |
| 25/03/1998 | Брюссель      | Бельгія   | 2 – 2     | Норвегія          | товариський матч  | -    |          |
| 27/05/1998 | Молде         | Норвегія  | 6 – 0     | Саудівська Аравія | товариський матч  | -    |          |
| 19/08/1998 | Осло          | Норвегія  | 0 – 0     | Румунія           | товариський матч  | -    |          |
| 06/09/1998 | Осло          | Норвегія  | 1 – 3     | Латвія            | Відбір до ЧЄ 2000 | -    |          |
| 10/10/1998 | Любляна       | Словенія  | 1 – 2     | Норвегія          | Відбір до ЧЄ 2000 | -    |          |
| 14/10/1998 | Осло          | Норвегія  | 2 – 2     | Албанія           | Відбір до ЧЄ 2000 | -    |          |
| 18/11/1998 | Каїр          | Єгипет    | 1 – 1     | Норвегія          | товариський матч  | -    |          |
| 20/01/1999 | Тель-Авів-Яфо | Ізраїль   | 1 – 0     | Норвегія          | товариський матч  | -    |          |
| 22/01/1999 | Умм-ель-Фахм  | Естонія   | 3 – 3     | Норвегія          | товариський матч  | -    |          |
| 28/04/1999 | Тбілісі       | Грузія    | 1 – 4     | Норвегія          | Відбір до ЧЄ 2000 | -    |          |
| 20/05/1999 | Осло          | Норвегія  | 6 – 0     | Ямайка            | товариський матч  | -    |          |
| 30/05/1999 | Осло          | Норвегія  | 2 – 1     | Грузія            | Відбір до ЧЄ 2000 | -    |          |
| 05/06/1999 | Тирана        | Албанія   | 1 – 2     | Норвегія          | Відбір до ЧЄ 2000 | -    |          |
| 18/08/1999 | Осло          | Норвегія  | 1 – 0     | Литва             | товариський матч  | -    |          |
| 04/09/1999 | Осло          | Норвегія  | 1 – 0     | Греція            | Відбір до ЧЄ 2000 | -    |          |
| 08/09/1999 | Осло          | Норвегія  | 4 – 0     | Словенія          | Відбір до ЧЄ 2000 | -    |          |
| 09/10/1999 | Рига          | Латвія    | 1 – 2     | Норвегія          | Відбір до ЧЄ 2000 | -    |          |
| 14/11/1999 | Осло          | Норвегія  | 0 – 1     | Німеччина         | товариський матч  | -    |          |
| 29/03/2000 | Лугано        | Швейцарія | 2 – 2     | Норвегія          | товариський матч  | -    |          |
| 26/04/2000 | Осло          | Норвегія  | 0 – 2     | Бельгія           | товариський матч  | -    |          |
| 16/08/2000 | Гельсінкі     | Фінляндія | 1 – 3     | Норвегія          | товариський матч  | -    |          |
| 02/09/2000 | Осло          | Норвегія  | 0 – 0     | Вірменія          | Відбір до ЧС 2002 | -    |          |
| 25/04/2001 | Осло          | Норвегія  | 2 – 1     | Болгарія          | товариський матч  | -    |          |
| 02/06/2001 | Київ          | Україна   | 0 – 0     | Норвегія          | Відбір до ЧС 2002 | -    |          |
| 06/06/2001 | Осло          | Норвегія  | 1 – 1     | Білорусь          | Відбір до ЧС 2002 | -    |          |
| 15/08/2001 | Осло          | Норвегія  | 1 – 1     | Туреччина         | товариський матч  | -    |          |
| 27/03/2002 | Туніс (місто) | Туніс     | 0 – 0     | Норвегія          | товариський матч  | -    |          |
| 17/04/2002 | Осло          | Норвегія  | 0 – 0     | Швеція            | товариський матч  | -    |          |
| Усього     |               | Матчів    | 30        |                   | Голів             | 0    |          |

## Титули і досягнення

### Командні
- Чемпіон Норвегії (11):

«Русенборг»: 1994, 1995, 1996, 1997, 1998, 1999, 2000, 2001, 2002, 2003, 2004
- Володар Кубка Норвегії (3):

«Русенборг»: 1995, 1999, 2003

### Особисті
- Найкращий захисник Норвегії (Премія Кніксена): 1995, 1996, 1997, 1998, 1999, 2000